# Coppa Svizzera 1946-1947
La Coppa Svizzera 1946-1947 è stata la 22ª edizione della manifestazione calcistica. È iniziata nell'agosto 1946 e si è conclusa il 7 aprile 1947. Il Basilea vinse la coppa nazionale per la prima volta nella propria storia.

## Regolamento
Turni ad eliminazione diretta in gara unica. In caso di parità al termine dei tempi supplementari, la partita veniva ripetuta a campo invertito.

## Squadre partecipanti
| Basilea            |
| Bellinzona         |
| Berna              |
| Bienne             |
| Cantonal Neuchâtel |
| Grasshoppers       |
| Grenchen           |
| Locarno            |
| Losanna            |
| Lugano             |
| Servette           |
| Urania Ginevra     |
| Young Boys         |
| Young Fellows      |

| Aarau                 |
| Brühl                 |
| Friburgo              |
| Helvetia Berna        |
| International Ginevra |
| La Chaux-de-Fonds     |
| Lucerna               |
| Nordstern             |
| Red Star              |
| San Gallo             |
| Sciaffusa             |
| Thun                  |
| Zugo                  |
| Zurigo                |

| Altstetten        |
| Arbon             |
| Biaschesi         |
| Blue Stars Zurigo |
| Chiasso           |
| Kreuzlingen       |
| Mendrisio         |
| Olten             |
| Pro Daro          |
| Uster             |
| Winterthur        |
| Zofingen          |

| Birsfelden        |
| Black Star        |
| Concordia Basilea |
| Derendingen       |
| Gränichen         |
| Kleinhüningen     |
| Lengnau           |
| Moutier           |
| Porrentruy        |
| Pratteln          |
| Schöftland        |
| Soletta           |

| Central Friburgo |
| Étoile-Sporting  |
| Gardy-Jonction   |
| Le Locle-Sports  |
| Montreux-Sports  |
| Racing Losanna   |
| Renens           |
| Sierre           |
| Stade Lausanne   |
| Stade Nyonnais   |
| Vevey            |
| Yverdon          |

| Ambrosiana Losanna        |
| Amicale Abattoirs Ginevra |
| Aurore Bienne             |
| Auvernier                 |
| Bulle                     |
| Chalais                   |
| Chênois                   |
| Couvet                    |
| Delémont                  |
| Fontainemelon             |
| La Tour-de-Peilz          |
| Le Sentier                |
| Malley                    |
| Monthey                   |
| Reconvilier               |

| Rhexia Ginevra        |
| Sainte-Croix/La Sagne |
| Saint-Leonard         |
| Sion                  |
| Tramelan              |
| Vignoble              |
| Villeneuve-Sports     |
| Wetzikon              |
| Wil                   |
| Aegerten-Brügg        |
| Burgdorf              |
| Länggasse Berna       |
| Minerva Berna         |
| Mett                  |
| Muhen                 |

| Post Berna      |
| Schönbühl       |
| Subingen        |
| Victoria Berna  |
| Wacher Grenchen |
| Trimbach        |
| Turgi           |
| Victoria Berna  |
| Wacher Grenchen |
| Adliswil        |
| Allschwil       |
| Altdorf         |
| Amriswil        |
| Baden           |

| Balerna          |
| Binningen        |
| Breitenbach      |
| Chur             |
| Diana            |
| Emmenbrücke      |
| Frauenfeld       |
| Giubiasco        |
| Höngg            |
| Horgen           |
| Lachen/Altendorf |
| Langnau          |
| Lenzburg         |
| Luzerner SC      |
| Münchenstein     |

| Neuhausen       |
| Niedergösgen    |
| Oberwinterthur  |
| Oerlikon        |
| Phönix Seen     |
| Rotschwarz Thun |
| Seebach         |
| Sissach         |
| Sporting Aarau  |
| Stäfa Zurigo    |
| Stein am Rhein  |
| Tössfeld        |
| Widnau          |
| Winterthur      |
| Winkeln         |

### 1º Turno Eliminatorio
| Squadra 1             | Risultato     | Squadra 2                      |
| --------------------- | ------------- | ------------------------------ |
| 22 settembre 1946     |               |                                |
| Breitenbach           | 1 - 4         | Binningen                      |
| Bulle                 | 2 - 5         | La Tour-de-Peilz               |
| Chalais               | 1 - 2         | Saint-Leonard                  |
| Höngg                 | 3 - 4(d.t.s.) | Stäfa Zurigo                   |
| Horgen                | 2 - 0         | Balerna                        |
| Lenzburg              | 6 - 2         | Template:Calcio Sporting Aarau |
| Le Sentier            | 3 - 1         | Fontainemelon                  |
| Sainte-Croix/La Sagne | 3 - 0         | Couvet                         |
| Schönbühl             | 1 - 3         | Victoria Berna                 |
| Vignoble              | 2 - 1         | Monthey                        |
| Yverdon               | 0 - 2         | Ambrosiana Losanna             |
| Villeneuve-Sports     | 3 - 3(d.t.s.) | Sion                           |

### 2º Turno Eliminatorio
| Squadra 1                         | Risultato     | Squadra 2          |
| --------------------------------- | ------------- | ------------------ |
| 20 ottobre 1946                   |               |                    |
| Allschwil                         | 3 - 1         | Birsfelden         |
| Amriswil                          | 0 - 1         | Arbon              |
| Biaschesi                         | 3 - 1         | Oerlikon           |
| Binningen                         | 3 - 2         | Concordia Basilea  |
| Burgdorf                          | ? - ?         | Moutier            |
| Chiasso                           | 4 - 2         | Giubiasco          |
| Delémont                          | 1 - 3         | Black Star         |
| Derendingen                       | 4 - 3(d.t.s.) | Minerva Berna      |
| Étoile-Sporting                   | 4 - 1         | Tramelan           |
| Frauenfeld                        | 2 - 1         | Altstetten         |
| Gardy-Jonction                    | ? - ?         | Rhexia Ginevra     |
| Horgen                            | 2 - 0         | Mendrisio          |
| Kleinhüningen                     | 1 - 2         | Münchenstein       |
| La Tour-de-Peilz                  | 2 - 1         | Montreux-Sports    |
| Lengnau                           | 3 - 1         | Länggasse Berna    |
| Lenzburg                          | 3 - 2         | Gränichen          |
| Le Sentier                        | 4 - 3         | Stade Nyonnais     |
| Luzerner SC                       | 2 - 0         | Pro Daro           |
| Malley                            | 3 - 0         | Racing Losanna     |
| Muhen                             | 3 - 2         | Soletta            |
| Neuhausen                         | 3 - 4         | Pratteln           |
| Olten                             | 2 - 1         | Tössfeld           |
| Renens                            | 3 - 1         | Vignoble           |
| Sainte-Croix/La Sagne             | 0 - 1         | Concordia Yverdon  |
| Schöftland                        | 4 - 0         | Langnau            |
| Sierre                            | 5 - 2         | Saint-Leonard      |
| Stade Lausanne                    | 1 - 2         | Ambrosiana Losanna |
| Stäfa Zurigo                      | 1 - 0         | Blue Stars Zurigo  |
| Uster                             | 2 - 0         | Wetzikon           |
| Vevey                             | 1 - 3         | Villeneuve-Sports  |
| Victoria Berna                    | 3 - 2(d.t.s.) | Central Friburgo   |
| Widnau                            | 6 - 2         | Kreuzlingen        |
| Wil                               | 0 - 1         | Winterthur         |
| Zofingen                          | 4 - 3         | Baden              |
| Le Locle-Sports                   | 2 - 2(d.t.s.) | Aurore Bienne      |
| Porrentruy                        | 4 - 4(d.t.s.) | Wacher Grenchen    |
| 3 novembre 1946 (Ripetizioni)     |               |                    |
| Aurore Bienne                     | 0 - 0         | Le Locle-Sports    |
| Porrentruy                        | 3 - 2         | Wacher Grenchen    |
| 10 novembre 1946 (2a ripetizione) |               |                    |
| Le Locle-Sports                   | 3 - 0         | Aurore Bienne      |

### Trentaduesimi di finale
| Squadra 1                      | Risultato     | Squadra 2             |
| ------------------------------ | ------------- | --------------------- |
| 17 novembre 1946               |               |                       |
| Aarau                          | 3 - 0         | Derendingen           |
| Arbon                          | 3 - 4         | San Gallo             |
| Basilea                        | 3 - 2         | Black Star            |
| Bellinzona                     | 6 - 1         | Biaschesi             |
| Berna                          | 2 - 1         | Renens                |
| Bienne                         | 4 - 0         | Le Sentier            |
| Cantonal Neuchâtel             | 4 - 1         | Le Locle-Sports       |
| Chiasso                        | 1 - 3(d.t.s.) | Lugano                |
| Frauenfeld                     | 3 - 5(d.t.s.) | Grasshoppers          |
| Friburgo                       | 4 - 0         | Étoile-Sporting       |
| Grenchen                       | 10 - 1        | Concordia Yverdon     |
| Horgen                         | 2 - 1(d.t.s.) | Brühl                 |
| La Chaux-de-Fonds              | 8 - 1         | Villeneuve-Sports     |
| La Tour-de-Peilz               | 0 - 8         | Losanna               |
| Lenzburg                       | 4 - 2         | Helvetia Berna        |
| Luzerner SC                    | 1 - 2         | Locarno               |
| Malley                         | 2 - 4(d.t.s.) | Servette              |
| Muhen                          | 3 - 1         | Binningen             |
| Olten                          | 4 - 2         | Moutier               |
| Porrentruy                     | 0 - 1         | Nordstern             |
| Red Star                       | 2 - 1         | Winterthur            |
| Sciaffusa                      | 3 - 2         | Pratteln              |
| Sierre                         | 1 - 2         | International Ginevra |
| Thun                           | 5 - 1         | Münchenstein          |
| Urania Ginevra                 | 2 - 3         | Ambrosiana Losanna    |
| Victoria Berna                 | 0 - 2         | Allschwil             |
| Widnau                         | 0 - 4         | Zurigo                |
| Young Boys                     | 2 - 0         | Gardy-Jonction        |
| Young Fellows                  | 4 - 0         | Uster                 |
| Zofingen                       | 0 - 5         | Lucerna               |
| Zugo                           | 3 - 0         | Stäfa Zurigo          |
| Schöftland                     | 4 - 4(d.t.s.) | Lengnau               |
| 24 novembre 1946 (Ripetizione) |               |                       |
| Lengnau                        | 0 - 2         | Schöftland            |

### Sedicesimi di finale
| Squadra 1         | Risultato     | Squadra 2             |
| ----------------- | ------------- | --------------------- |
| 8 dicembre 1946   |               |                       |
| Aarau             | 5 - 0         | Zugo                  |
| Berna             | 7 - 1         | Thun                  |
| Friburgo          | 4 - 3         | International Ginevra |
| La Chaux-de-Fonds | 1 - 2         | Basilea               |
| Lenzburg          | 0 - 3         | Olten                 |
| Locarno           | 12 - 2        | Muhen                 |
| Losanna           | 6 - 0         | Cantonal Neuchâtel    |
| Lucerna           | 5 - 0         | Horgen                |
| Lugano            | 2 - 1         | Sciaffusa             |
| Nordstern         | 4 - 0         | Ambrosiana Losanna    |
| Red Star          | 1 - 2         | Grasshoppers          |
| Servette          | 7 - 0         | Allschwil             |
| Young Boys        | 1 - 3         | Grenchen              |
| San Gallo         | 3 - 2(d.t.s.) | Bellinzona            |
| Schöftland        | 3 - 4         | Bienne                |
| Young Fellows     | 1 - 0         | Zurigo                |

### Ottavi di finale
| Squadra 1                     | Risultato      | Squadra 2     |
| ----------------------------- | -------------- | ------------- |
| 29 dicembre 1946              |                |               |
| Basilea                       | 6 - 1          | Nordstern     |
| Berna                         | 2 - 1          | Servette      |
| Bienne                        | 5 - 0          | Young Fellows |
| Grenchen                      | 2 - 1          | San Gallo     |
| Lucerna                       | 2 - 4 (d.t.s.) | Losanna       |
| Lugano                        | 2 - 1          | Aarau         |
| Olten                         | 0 - 3          | Grasshoppers  |
| Friburgo                      | 1 - 1 (d.t.s.) | Locarno       |
| 12 gennaio 1947 (ripetizione) |                |               |
| Locarno                       | 2 - 0          | Friburgo      |

### Quarti di finale
| Squadra 1                      | Risultato      | Squadra 2    |
| ------------------------------ | -------------- | ------------ |
| 9 febbraio 1947                |                |              |
| Berna                          | 0 - 2          | Grenchen     |
| Bienne                         | 0 - 1          | Losanna      |
| Basilea                        | 2 - 1          | Grasshoppers |
| Lugano                         | 0 - 0          | Locarno      |
| 23 febbraio 1947 (ripetizione) |                |              |
| Lugano                         | 1 - 1 (d.t.s.) | Locarno      |
| 2 marzo 1947 (2a ripetizione)  |                |              |
| Lugano                         | 0 - 2          | Locarno      |

### Semifinali
| Squadra 1                      | Risultato      | Squadra 2 |
| ------------------------------ | -------------- | --------- |
| 16 marzo 1947                  |                |           |
| Basilea                        | 2 - 1          | Grenchen  |
| Losanna                        | 3 - 3 (d.t.s.) | Locarno   |
| 30 marzo 1947 (ripetizione)    |                |           |
| Locarno                        | 2 - 2 (d.t.s.) | Losanna   |
| 5 aprile 1947 (2a ripetizione) |                |           |
| Losanna                        | 3 - 2          | Locarno   |

### Finale
| Arbitro: | Schurch |

|                             |           |  |
| Stöcklin 46’, 86’ Bader 82’ | Marcatori |  |